# Laszlo Varga
Laszlo Varga   (Budapest, 13 de desembre de 1924 - Sarasota, 11 de desembre de 2014) va ser un violoncel·lista estatunidenc d'origen hongarès que tenia reconeixement mundial com a solista, artista discogràfic i professor autoritzat de violoncel.

## Biografia
Com a jueu, Varga va perdre la seva posició a la Simfònica de Budapest durant la Segona Guerra Mundial i posteriorment va ser internat per les autoritats hongareses en un camp de treball nazi.
Durant 11 anys, Varga va ocupar el càrrec de violoncel·lista principal de la Filharmònica de Nova York sota la batuta dels directors musicals de l'orquestra Dimitri Mitropoulos i Leonard Bernstein, i de molts directors convidats, inclosos Fritz Reiner i Guido Cantelli. Va actuar com a solista amb orquestres a països com Austràlia, Japó, EUA, l'antiga Unió Soviètica i a tot Europa. En festivals de música com Aspen, Chautauqua i Shreveport, ha estat destacat durant els darrers 40 anys per les seves funcions de solista, músic de cambra i mentor docent. Durant aquest temps es van gravar multitud de discos per a nombroses discogràfiques, incloses Columbia, CRI, Decca, EMI, Musicelli, Period, Philips, RCA, Serenus i Vox. Molts compositors de tot el món han sol·licitat al senyor Varga que faci la primera interpretació de les seves obres.
Com a músic de cambra va formar part de grups com el Trio de piano Borodin, el Quartet de corda canadenc, el Quartet de corda Léner, el Trio Concertante i els Crown Chamber Players. La Universitat d'Indiana va atorgar a Varga el títol de "Chevalier du Violoncelle" per haver dedicat la seva carrera com a professor i solista a la millora del toc violoncel. Va ensenyar el violoncel a la Universitat Estatal de San Francisco (on també va ensenyar direcció i supervisió del programa de música de cambra), la Universitat de Califòrnia a Santa Cruz, la Universitat de Toronto i la Universitat de Houston, de la qual es va retirar el 2000.
Té el gran plaer de tenir molts dels seus estudiants aterrant treballs en orquestres i en universitats de tot el món. Realitza rutinàriament classes magistrals i actua en recitals, a més de dirigir grans grups de conjunts de violoncel per tots els costats del planeta. Molts d'aquests es realitzen durant els diversos congressos internacionals de violoncel. Ha estat director d'orquestres a Budapest, Hongria i San Leandro, Califòrnia, a més de festivals a Aspen, Colorado i Shreveport, Louisiana. No només va dirigir els Virtuosi de Nova York i els Virtuosi de San Francisco, sinó que va ser fundador de tots dos. Ha organitzat moltes obres musicals publicades per MusiCelli Publications. Grups com els Yale Cello, el Saito Cello Ensemble, CELLO per a Sony / Philips, MusiCelli, Los Angeles I Cellisti i el seu propi New York Philharmonic Cello Quartet han enregistrat els seus arranjaments.